# Starý Petřín
Starý Petřín – wieś i gmina w Czechach, w powiecie Znojmo, w kraju południowomorawskim. Według danych z dnia 1 stycznia 2013 liczyła 241 mieszkańców.